# Cucullia erythrocephala
Cucullia erythrocephala là một loài bướm đêm trong họ Noctuidae.